# 正規様相論理
論理学において、正規様相論理（せいきようそうろんり、normal modal logic）とは、以下の条件を満たす様相論理式（modal formulas）の集合 L である。
- 命題論理のすべての恒真式を含む。
- クリプキスキーマ({\displaystyle \Box (A\to B)\to (\Box A\to \Box B)})のすべてのインスタンスを含む。
- 以下の規則の下で閉じている。
  - 分離規則(モーダスポネンス): {\displaystyle A\to B,A\in L} ならば {\displaystyle B\in L}。
  - 必然化規則: {\displaystyle A\in L} ならば {\displaystyle \Box A\in L}。

上記の条件を満たす最小の論理はKと呼ばれる。今日一般的に使用されている(哲学的な動機付けを持つ)様相論理のほとんど、例えばC・I・ルイスのS4やS5は、正規である(したがってKの拡張である)。しかし、いくつかの義務論理や認識論理は、クリプキスキーマを放棄することがあるため、正規ではない。
すべての正規様相論理は正則であり、したがって古典的である。

## 一般的な正規様相論理
次の表は、一般的な正規様相システムをいくつか示したものである。表記法は、クリプキ意味論 § 一般的な様相公理スキーマの表を参照のこと。いくつかのシステムのフレーム条件は簡略化されている。つまり論理は表に示されたフレームクラスに対して健全かつ完全であるが、より大きなフレームクラスに対応する可能性がある。
| 名前       | 公理                 | フレーム条件                                                                                     |
| ---------- | -------------------- | ------------------------------------------------------------------------------------------------ |
| K          | —                    | すべてのフレーム                                                                                 |
| T          | T                    | 反射的                                                                                           |
| K4         | 4                    | 推移的                                                                                           |
| S4         | T, 4                 | 前順序                                                                                           |
| S5         | T, 5 または D, B, 4  | 同値関係                                                                                         |
| S4.3       | T, 4, H              | 全擬順序 (total preorder。推移関係や完全関係も参照)                                              |
| S4.1       | T, 4, M              | 前順序, {\displaystyle \forall w\,\exists u\,(w\,R\,u\land \forall v\,(u\,R\,v\Rightarrow u=v))} |
| S4.2       | T, 4, G              | 有向前順序                                                                                       |
| GL, K4W    | GL または 4, GL      | 有限な狭義の半順序                                                                               |
| Grz, S4Grz | Grz または T, 4, Grz | 有限な半順序                                                                                     |
| D          | D                    | 連続的                                                                                           |
| D45        | D, 4, 5              | 推移的、連続、かつユークリッド的                                                                 |